# Maxillaria reichenheimiana
Maxillaria reichenheimiana är en orkidéart som beskrevs av Endres och Heinrich Gustav Reichenbach. Maxillaria reichenheimiana ingår i släktet Maxillaria och familjen orkidéer. Inga underarter finns listade i Catalogue of Life.